# Aeropuerto de Anaa
El aeródromo de Anaa (código AITA : AAA • código OACI : NTGA) es un aeródromo en el atolón de Anaa en el archipiélago de las Tuamotu en Polinesia Francesa.

## Compañías y destinos
- Air Tahiti : Tahití Fa'tiene'ā

- Datos: Q1430785